# ジャン＝ミシェル・デュリエ
ジャン-ミッシェル・デュリエ（Jean-Michel Duriez,1961年12月21日 - ）は、アミアン生まれのフランス人調香師。
1997年から2004年までジャン・パトゥとロシャスの調香師として活躍。その他、ドルチェ&ガッバーナ、エスカーダ、ラコステ、ヨウジヤマモトの香水を調香。2016年12月に、自身の名前を冠したブランド『ジャン-ミッシェル・デュリエ　パリ』をスタート。

## 経歴
1961年12月21日生まれ、アミアン出身。幼少期より、庭に生えているミントの葉とバラの花びらを混ぜ合わせ、また、小さなカバンに香料をつめたものを常に持ち歩いていた。
1983年にISIP（Institut Supérieur International du Parfum、現在のISIPCA（Institut Supérieur International du Parfum et de la Cosmétique et de l'Aromatique Alimentaire）に入学、翌年にグラースにて研修を受ける。
1986年にパリのE.D.O. (Études et Diffusions Olfactives)にて調香師となる。1989年に花王に入社。
1997年ジャン・パトゥに参画、翌1998年にJean Kerléoの後継として、ジャン・パトゥの香水製作の指揮を執る調香師となる。ジャン・パトゥのみならず、ラコステ、ヨウジヤマモトの香水も手がける。
2001年、ジャン・パトゥがプロクター・アンド・ギャンブルに買収される。デュリエは調香師としてジャン・パトゥに残り、2003年に“Enjoy”、2006年に“Sira des Indes”を発表。
2006年、パリの高級ホテルHôtel Le Bristolの香水を手がける。
2008年、ロシャスの調香師に任命される。2009年の“Eau Sensuelle”、2010年の“Eau de Rochas fraîche”、2012年及び2013年のコレクション“Les Cascades de Rochas”を含めた8個の香水を発表。
2016年、キャリア30年を迎え、自身の名前を冠したブランドJean-Michel Duriez Parisを設立。ファーストコレクション“Paris sur Seine”は、恋の物語やパリにおける出会いからインスピレーションを受け2017年に発表されたセカンドコレクション“Paris en mai”はパリの5月に花咲き乱れる庭園からインスピレーションを受けている。

## コラボレーション
デュリエは数々の料理人と、料理と香水をミックスさせたコラボレーションを手がけている。
2007年、エリック・フレションとともに“dégustation-olfaction”（味覚と嗅覚）というコンセプトのもと、料理に思いがけない香りを足すことを思いつく。このイベントは、Comité Colbertとの関係により、2006年のFIACで実現された。
また、ピエール・エルメとも長い交友関係にある。2012年に、Agnès Viénotから『Au Cœur du Goût』をエルメと共著で出版した。パティスリーとパフュームリーの調和からインスピレーションを受けた70のレシピを提案している。デュリエは、エルメが彼の味覚を訓練する過程において、彼の嗅覚をも増大させた、と語っている。
2006年には、ミシュランの星付きシェフであるエレーヌ・ダローズの出身県であるLandes県の香りからインスピレーションを受けた、彼女の名を冠したレストランのためのキャンドルを作成。

## 作品
デュリエは以下の作品を生み出した。

### Jean-Michel Duriez Paris

#### コレクション『Paris sur Seine』
- L'Étoile et le Papillon (2016)
- Bois froissés (2017)
- Seine amoureuse (2017)
- Mon Paris secret (2017)
- Bleu framboise (2017)
- Double-fond (2017)
- L'illusiomagiste (2017)
- Ombres furtives (2018)

#### コレクション『Paris en mai』
- Mes fleurs de roses (2017)
- Mes fleurs de tulipes (2017)
- Mes fleurs d'ambre (2017)

### Jean Patou
- Un Amour de Patou (1998)
- 2000 en Patou (2000)
- Patou Nacre (2001)
- Patou Hip (2001)
- Paname de Patou (2001)
- Enjoy - Jean Patou (2003)
- Sira des Indes (2006)

### Rochas
- Eau Sensuelle - Rochas (2009)
- Eau de Rochas Fraîche (2010)
- Muse de Rochas (2011)
- Cascades de Rochas - Éclats d'agrumes (2012)
- Cascades de Rochas - Songe d'Iris (2013)
- Secret de Rochas (2013)
- Secret de Rochas - Oud Mystère (2014)
- Secret de Rochas - Rose Intense (2015)

### その他
- Yohji Essential - Yohji Yamamoto (1998)
- Yohji homme - Yohji Yamamoto (1999)
- Lacoste for Women (1999)
- Lacoste 2000 - (2000)
- Yohji Senses -Yohji Yamamoto (2001)
- D&G no 18 - La Lune - Dolce & Gabbana (2009)
- Especially Escada EDP (2011)
- Especially Escada - Delicate notes (2012)
- Especially Escada - Elixir (2013)
- Lacoste L!VE EDT Homme (2014)
- çanoma（サノマ） 1-24『鈴虫』(2020)
- çanoma（サノマ） 2-23『胡蝶』(2020)
- çanoma（サノマ） 3-17『早蕨』(2020)
- çanoma（サノマ） 4-10『乙女』(2020)

### コラボレーション作品
- キャンドル『Herbe d'amandes』（ピエール・エルメ）
- キャンドル『Caramel d'ambre』（ピエール・エルメ）
- キャンドル『Bourgeon de cassis』（ピエール・エルメ）
- レストラン『Hélène Darroze』のためのキャンドル
- ホテルブリストルのためのキャンドル及びルームフレグランス
- Amanda de Montal - Parfums de Gascogneのための8つのキャンドル及びルームフレグランス（2017）
- ピエール・エルメとの共著『Au Cœur du Goût』Agnès Viénot、2012年。